# Lúcio Quíncio Cincinato Capitolino (tribuno consular em 386 a.C.)
Lúcio Quíncio Cincinato Capitolino (em latim: Lucius Quintius Cincinnatus Capitolinus) foi um político da gente Quíncia nos primeiros anos da República Romana, eleito tribuno consular por três vezes, em 386, 385 e 377 a.C.. 

## Primeiro tribunato consolar (386 a.C.)
Em 386 a.C., foi eleito tribuno consular com Marco Fúrio Camilo, Quinto Servílio Fidenato, Sérvio Cornélio Maluginense, Lúcio Horácio Púlvilo e Públio Valério Potito Publícola.
Quando Anzio (Antium) resolveu se levantar contra Roma, apoiada pelos jovens latinos e hérnicos, o Senado decidiu entregar as operações militares a Fúrio Camilo, que levou consigo seu colega Públio Valério. A Quinto Servílio foi encarregada a missão de organizar um exército que ficaria em território romano para defender a cidade contra um possível ataque dos etruscos. Lúcio Quíncio liderou a defesa da própria cidade de Roma, Lúcio Horácio organizou os suprimentos e a logística para a campanha e Sérvio Cornélio, a administração pública.
Depois de derrotados os volscos, os romanos se voltaram contra os etruscos que estavam cercando Satricum e Nepi, entregando o comando da operação a Fúrio Camilo; Lúcio Quíncio e Lúcio Horácio foram encarregados de supervisionar a reconstrução da zona rural devastada pela campanha contra os volscos.

## Segundo tribunato consular (385 a.C.)
Em 385 a.C. foi eleito novamente, desta vez com Tito Quíncio Capitolino, Aulo Mânlio Capitolino, Públio Cornélio, Lúcio Papírio Cursor e Cneu Sérgio Fidenato Cosso.
Neste ano, Aulo Mânlio convenceu o Senado a nomear Aulo Cornélio Cosso ditador para enfrentar a enésima invasão dos volscos (apoiados por latinos e hérnicos) e por causa do alto grau de tensão interna por causa do avanço dos pedidos da plebe graças à ajuda do patrício Marco Mânlio Capitolino.

## Terceiro tribunato consular (377 a.C.)
Em 377 a.C., foi eleito pela última vez, com Caio Vetúrio Crasso Cicurino, Lúcio Emílio Mamercino, Públio Valério Potito Publícola, Sérvio Sulpício Pretextato e Caio Quíncio Cincinato.
Durante seu mandato, Roma teve que enfrentar somente a ameaça dos volscos, desta vez aliados aos latinos. Organizado o alistamento, o exército foi dividido em três partes: uma para defender a cidade, uma para a defesa do território romano e a maior parte foi enviada para combater o inimigo, sob as ordens de Lúcio Emílio e Públio Valério.
A batalha foi travada perto de Sátrico e os romanos levaram a melhor, apesar da forte resistência dos latinos, que haviam copiado as técnicas militares romanas. Enquanto os volscos se retiraram para Âncio (sua capital), a partir de onde trataram sua rendição, entregando a cidade e seu território aos romanos, os latinos atearam fogo a Sátrico e atacaram Túsculo, segundo eles uma cidade "duplamente culpada", pois era a única latina que havia obtido a cidadania romana. 
Enquanto os latinos ocupavam a cidade, os tuscolanos se retiraram para a cidadela e enviaram um pedido de ajuda urgente aos romanos, que enviaram reforços sob as ordens de Lúcio Quíncio e Sérvio Sulpício, que conseguiram expulsar os latinos e libertar a cidade.